# Estepa (Gerichtsbezirk)
Der Gerichtsbezirk Estepa ist einer der 15 Gerichtsbezirke in der Provinz Sevilla.
Der Bezirk umfasst 10 Gemeinden auf einer Fläche von 589,03 km² mit dem Hauptquartier in Estepa.

## Gemeinden
| Gemeinde              | Einwohner (2024) | Fläche km² | Dichte Einw./km² | Cod INE | Postleitzahl |
| --------------------- | ---------------- | ---------- | ---------------- | ------- | ------------ |
| Aguadulce             | 2.042            | 13,69      | 149              | 41001   | 41550        |
| Badolatosa            | 3.078            | 47,79      | 64               | 41014   | 41570        |
| Casariche             | 5.307            | 52,90      | 100              | 41026   | 41580        |
| Estepa                | 12.394           | 189,97     | 65               | 41041   | 41560        |
| Gilena                | 3.658            | 50,97      | 72               | 41046   | 41565        |
| Herrera               | 6.566            | 53,48      | 123              | 41050   | 41567        |
| Lora de Estepa        | 888              | 18,09      | 49               | 41054   | 41564        |
| Marinaleda            | 2.555            | 24,82      | 103              | 41061   | 41569        |
| Pedrera               | 5.085            | 60,64      | 84               | 41072   | 41566        |
| La Roda de Andalucía  | 4.180            | 76,68      | 55               | 41082   | 41590        |
| Gerichtsbezirk Estepa | 45.753           | 589,03     | 78               | –       | –            |